# Behtash Fariba
Behtash Fariba (ur. 11 lutego 1955 w Teheranie) – irański piłkarz występujący podczas kariery na pozycji napastnika.

## Kariera klubowa
Behtash Fariba karierę piłkarską rozpoczął w drużynie Rah Ahan Teheran w 1976. W latach 1977–1979 występował w klubie PAS Teheran. Z PAS zdobył mistrzostwo Iranu w 1978. W latach 1979–1988 występował w klubie Esteghlal Teheran. Z Esteghlal dwukrotnie zdobył Mistrzostwo Teheranu w 1984 i 1986.

## Kariera reprezentacyjna
W reprezentacji Iranu Fariba zadebiutował 2 grudnia 1977 w wygranym 2-1 meczu eliminacji Mistrzostw Świata 1978 z Kuwejtem.
W 1978 roku został powołany do kadry na Mistrzostwa Świata. Iran zakończył turniej na fazie grupowej a Faraki wystąpił tylko w meczu z Peru. W 1980 wystąpił w Pucharze Azji, na którym Iran zajął trzecie miejsce. Na turnieju w Kuwejcie Fariba wystąpił we wszystkich sześciu meczach z Syrią, Chinami (bramka), Bangladeszem (4 bramki!), KRLD (bramka), Kuwejtem oraz ponownie z KRLD (bramka).
Wspólnie z Choi Soon-ho z Korei Południowej z siedmio bramkami na koncie został królem strzelców. Do reprezentacji powrócił po 6 latach 28 maja 1986, kiedy to wystąpił w przegranym 1-2 meczu z Chinami. Ogółem w latach 1977-1986 Fariba w reprezentacji wystąpił w 16 meczach, w których zdobył 12 bramek.

## Kariera trenerska
Po zakończeniu kariery piłkarskiej Fariba został trenerem. Ostatnio w latach 2010-2012 był asystentem trenera w Esteghlal.